# Усенов, Данияр Токтогулович
Дания́р Токтогу́лович Усе́нов (кирг. Данияр Токтогулович Үсөнов; род. 9 марта 1960, Фрунзе) — киргизский государственный и политический деятель, 14-й премьер-министр Киргизской Республики с 21 октября 2009 по 7 апреля 2010 года.

## Биография
В 1982 году окончил Фрунзенский политехнический институт и с 1984 года работал инженером по механизации и автоматизации производства Центральной лаборатории Киргизского горно-рудного (уранового) комбината в городе Кара-Балта. С 1990 по 1993 год занимал должности первого заместителя председателя Кара-Балтинского горисполкома, заместителя главы Кара-Балтинской городской администрации, помощника главы Чуйской областной госадминистрации. В 1992 году окончил юридический факультет Киргизского государственного университета.
- С 1993 по 1994 год — Исполнительный директор Киргизско-Британской инвестиционной компании.
- С 1995 года — депутат и вице-спикер Законодательного собрания Киргизской Республики, председатель Комитета по налогам, сборам, пошлинам, банкам и банковской деятельности.
- С марта 2005 по февраль 2007 года — вице-премьер Киргизской Республики.
- С февраля по март 2007 года — первый вице-премьер Киргизской Республики.
- С октября 2007 по июль 2008 года — мэр Бишкека.
- С июля 2008 года — председатель правления Фонда развития Киргизской Республики.
- С января по октябрь 2009 года занимал должность руководителя администрации президента Кыргызстана.
- 21 октября 2009 года назначен премьер-министром Киргизской Республики.
- 7 апреля 2010 года подал в отставку в связи с массовыми акциями протеста, перешедшими в революцию, после чего, по сообщениям прессы, бежал в Великобританию[1].
- С 2017 года проживает в Республике Беларусь под именем Даниила Урицкого. Возглавляет ЗАО «Белорусская национальная биотехнологическая корпорация»[2].

В отношении Усенова генпрокуратурой Кыргызстана возбуждено уголовное дело. Ему предъявлено обвинение в организации массового расстрела мирных граждан.
10 июня 2013 года Данияр Усенов заочно приговорён к 15 годам лишения свободы. Он признан виновным в совершении преступлений, предусмотренных статьями 304 (злоупотребление должностным положением) и 305-2 (нарушение земельного законодательства) УК Кыргызской Республики. Ему назначено наказание в виде 15 лет лишения свободы с конфискацией имущества, с отбыванием наказания в исправительной колонии усиленного режима.

## Семья
Данияр Усенов женат третьим браком и имеет четверых сыновей. Первая жена — Гульнара Шаршебаевна Усенова. Вторая жена — Динара Шертаевна Исаева.